# رود باتو پاهات
رود باتو پاهات (به انگلیسی: Batu Pahat River) رودی است که در مالزی جریان دارد.